# GNV Atlas
Le GNV Atlas est un ferry de la compagnie italienne Grandi Navi Veloci. Construit entre 1989 et 1990 aux chantiers ouest-allemands Schichau-Seebeckwerft de Bremerhaven pour la compagnie britannique Olau Line, il portait à l'origine le nom d‘Olau Britannia. Mis en service en mai 1990 entre le Royaume-Uni et les Pays-Bas, son exploitation sera toutefois interrompue en 1994 en raison de son coût trop élevé. Cédé la compagnie britannique P&O Ferries, il prend le nom de Pride of Portsmouth et navigue à compter de juin 1994 entre le Royaume-Uni et la France. Vendu en 2005 à la compagnie italienne SNAV, il est exploité à partir de mai 2006 entre l'Italie continentale et la Sicile sous le nom de SNAV Lazio. Transféré en 2011 au sein de la flotte de Grandi Navi Veloci à la suite du rachat de SNAV par le groupe MSC, sa propriété sera transférée à GNV en 2017, c'est à cette occasion qu'il est rebaptisé GNV Atlas. Il navigue désormais principalement entre la France, l'Espagne et le Maroc.

## Histoire

### Origines et construction
Au milieu des années 1980, la compagnie allemande TT-Line lance la construction des navires jumeaux de grandes dimensions Peter Pan et Nils Holgersson destinés à naviguer sous ses propres couleurs. Quelque temps après la livraison des deux sister-ships, la compagnie décide de doter sa filiale britannique Olau Line de deux unités similaires afin de remplacer les Olau Hollandia et Olau Britannia respectivement en service depuis 1981 et 1982. Les futurs navires, dérivés du Peter Pan et du Nils Holgersson sont en réalité une version agrandie des premiers jumeaux d'Olau, conçus par les chantiers allemands Schichau-Seebeckwerft qui s'occupera également de la construction de leurs successeurs.
De conception identique à celle des jumeaux de TT-Line, ils conservent les dimensions de 161 mètres de long pour 29 mètres de large et la vitesse d'environ 21 nœuds ainsi qu'une disposition similaire des aménagements intérieurs. La seule différence visible se situe au niveau de sa porte-rampe avant dont le système d'ouverture se fait au moyen d'une étrave mobile au lieu des deux ventaux présents sur les navires de TT-Line. Les nouveaux navires héritent des patronymes de leurs aînés, le premier est ainsi baptisé Olau Hollandia et le second Olau Britannia.
La construction de l‘Olau Britannia débute à Bremerhaven le 27 février 1989 deux jours après le lancement de son jumeau l‘Olau Hollandia. Lancé le 28 octobre 1989, le navire est ensuite achevé les mois suivants avant d'être livré à Olau Line le 16 mai 1990.

### Service

#### Olau Line (1990-1994)
L‘Olau Britannia est mis en service le 21 mai 1990 entre le Royaume-Uni et les Pays-Bas. Il remplace sur cet axe l'ancien Olau Britannia.
Peu de temps après sa mise en service, TT-Line fait le constat que leur exploitation est déficitaire. Les nouveaux navires se révèlent en effet trop imposants au regard de la ligne opérée. Afin de réduire les coûts d'exploitation, TT-Line fait enregistrer l‘Olau Britannia sous pavillon luxembourgeois en janvier 1993. Cette décision provoquera cependant un mouvement de grève des syndicats des marins allemands, forçant TT-Line à ré-enregistrer le navire sous pavillon allemand.
En conséquence la compagnie allemande de transférer sous les couleurs d'Olau des navires de plus petites taille sous pavillon bahaméen en remplacement de l‘Olau Hollandia et de l‘Olau Britannia qui seraient quant à eux affecté à la ligne de TT-Line entre l'Allemagne et la Suède. L'annonce de l'usage d'un pavillon de complaisance entraînera une nouvelle grève des marins allemands, ce qui conduira finalement TT-Line à mettre un terme aux activités d'Olau Line et dissoudre la société.
l‘Olau Britannia et son jumeau sont alors affrétés par la compagnie britannique P&O Ferries. Le navire réalise sa dernière traversée entre le Royaume-Uni et les Pays-Bas le 12 mai 1994. Peu de temps plus tard, il est finalement acquis par P&O.

#### P&O Ferries (1994-2005)
Réceptionné par son nouveau propriétaire, le navire est rebaptisé Pride of Portsmouth et passe sous pavillon britannique. Il est ensuite mis en service en juin 1994 entre le Royaume-Uni et la France sur la ligne Portsmouth - Le Havre.

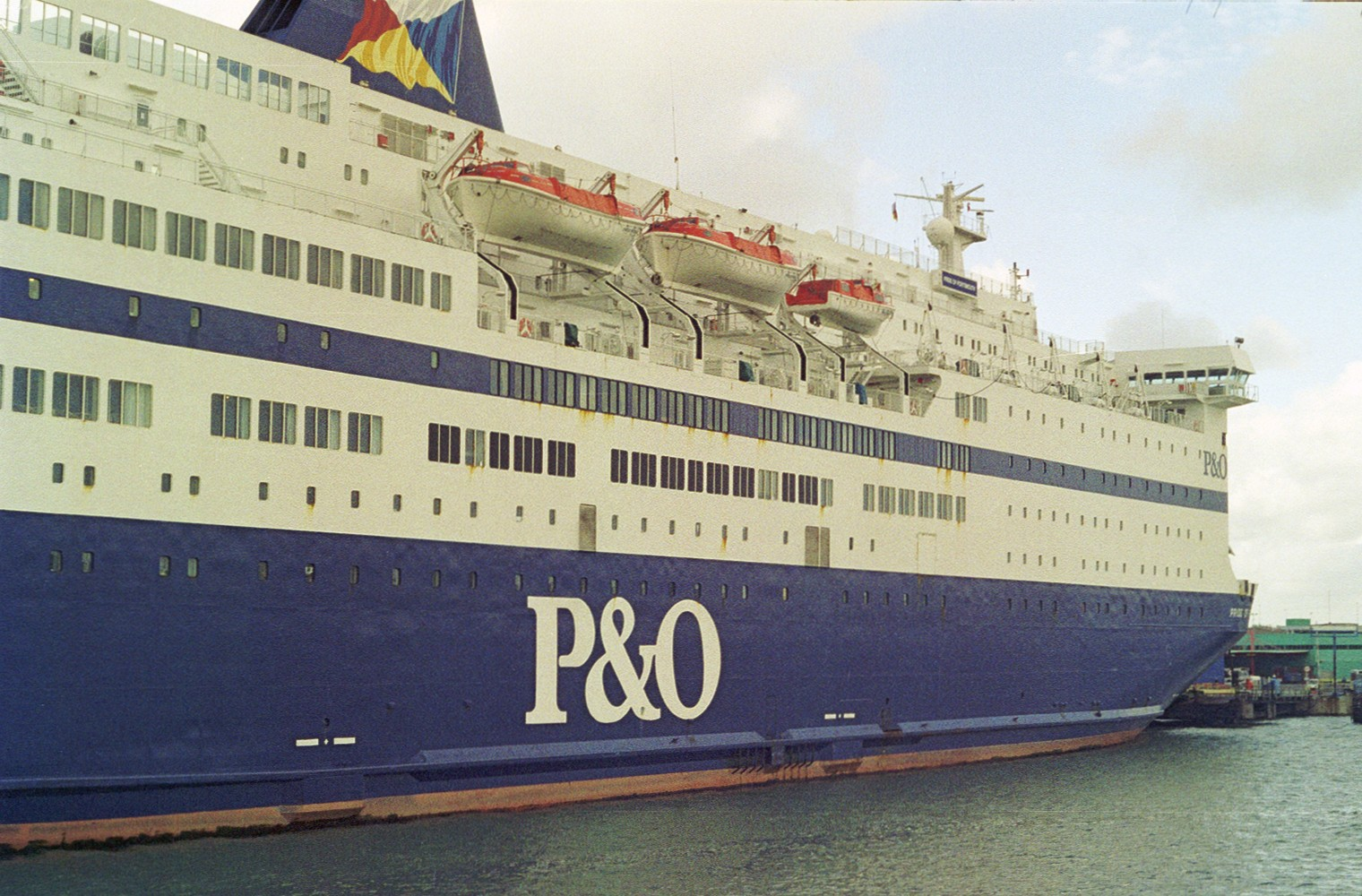
Le Pride of Portsmouth en 2000.

Dans la matinée 27 octobre 2002, alors que de fortes rafales de vent soufflent dans le port de Portsmouth le Pride of Portsmouth entre en collision avec la frégate HMS St Albans de la Royal Navy en raison de la violence du vent. Si le car-ferry n'a subi que peu de dégâts, la frégate est pour sa part bien plus endommagée.
Le 28 septembre 2004, P&O annonce un projet d'affrètement du Pride of Portsmouth et son sister-ship le Pride of Le Havre à la compagnie bretonne Brittany Ferries. L'examen du dossier par les autorités de la concurrence conduisent cependant à l'annulation du projet. Les navires conservent alors leur affectation au sein de la flotte de P&O jusqu'au 30 septembre 2005. Ils sont ensuite retirés du service et désarmés sur le Fal.
En novembre le Pride of Portsmouth et son jumeau sont vendus à la Società Navigazione Alta Velocità (SNAV).

#### SNAV (2005-2011)

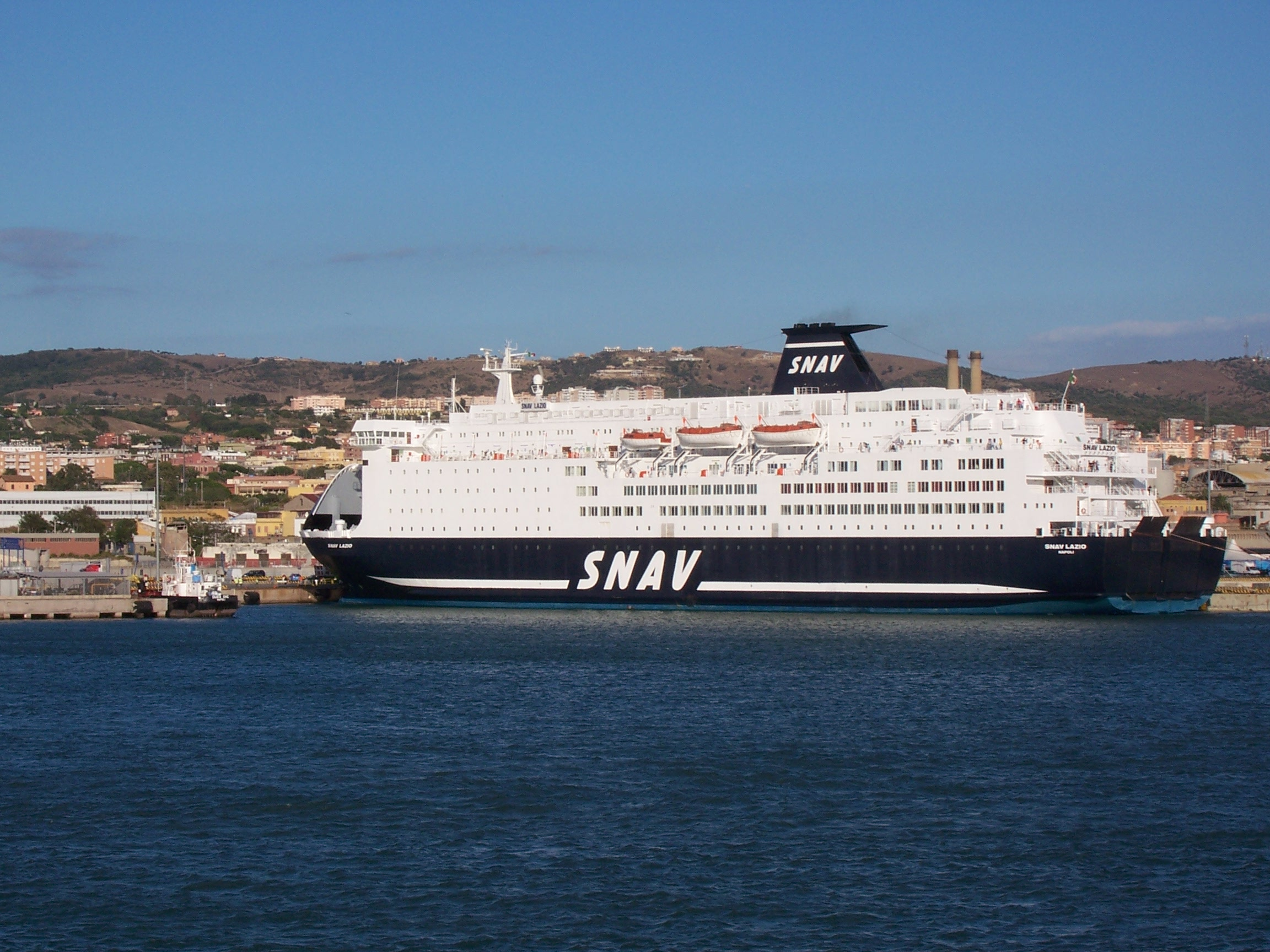
Le SNAV Lazio à Civitavecchia en septembre 2007.

Le 9 décembre 2005, le navire entre en carénage à Falmouth afin d'y effectuer un dernier arrêt technique en vue de sa livraison à SNAV. Le car-ferry est rebaptisé SNAV Lazio le 30 décembre puis quitte le Royaume-Uni le 5 janvier 2006 pour rejoindre l'Italie. Il entre ensuite aux chantiers Nuova Meccanica Navale de Naples où il est mis aux standards de son nouveau propriétaire.
Le SNAV Lazio est mis en service au mois de mai entre l'Italie continentale et la Sicile.
En 2011, la compagnie SNAV est rachetée par le groupe MSC. Les trois ferries de grande capacité sont alors transférés au sein de la compagnie Grandi Navi Veloci, également détenue par MSC.

#### Grandi Navi Veloci (depuis 2011)
À partir de 2011, le SNAV Lazio intègre la flotte de GNV. Les logos de la compagnie sont peints sur la coque à la place de ceux de SNAV. Le navire conserve toutefois son affectation vers la Sicile et la Sardaigne.

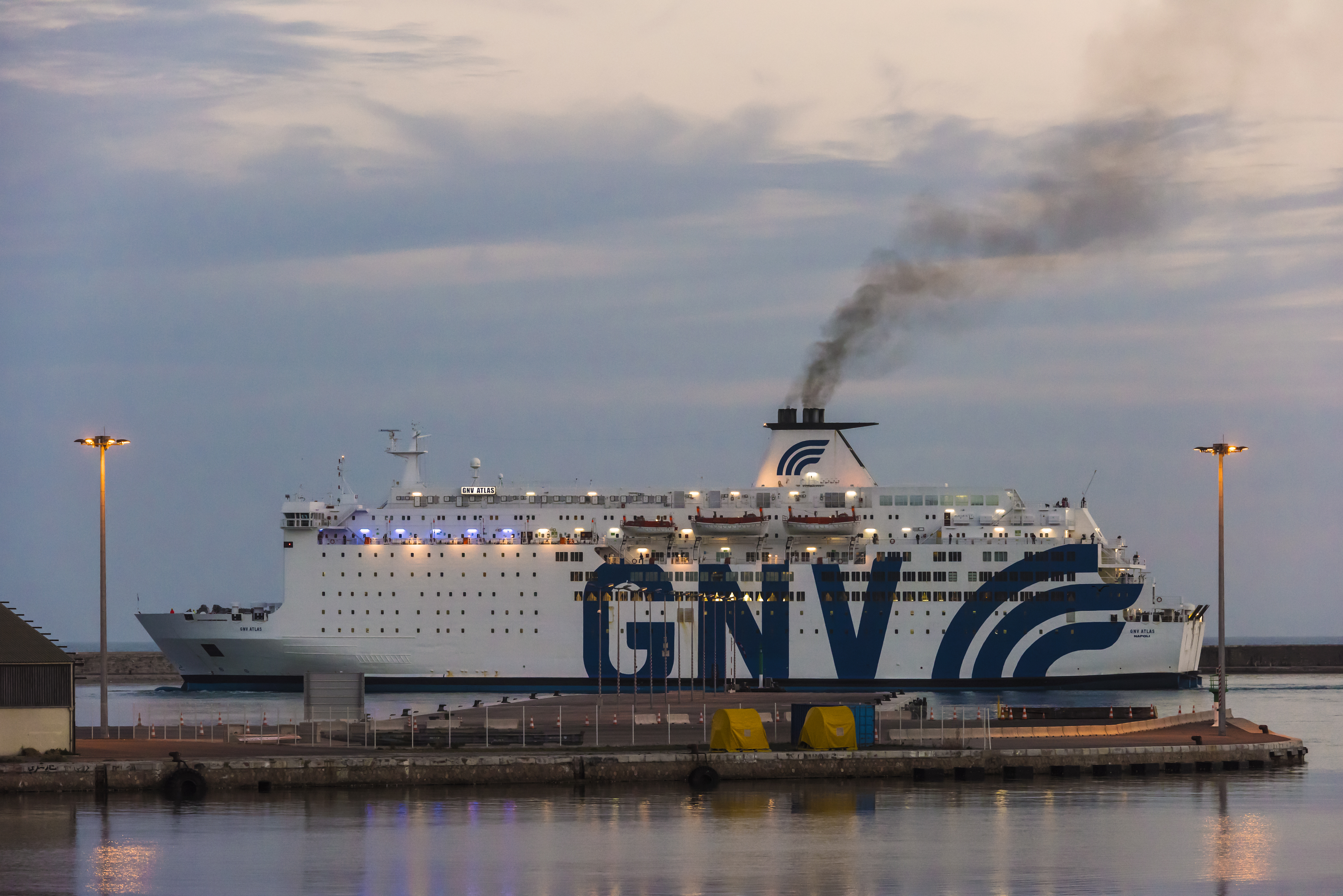
Le GNV Atlas à Sète en mars 2017.

Fin 2015, le navire est repeint aux nouvelles couleurs de GNV avec l'ajout du logo de la compagnie peint en grand format sur la coque.
Début 2017, des transformations sont effectuées au niveau de ses aménagements intérieurs en vue de son affectation sur les lignes vers le Maroc. C'est à cette occasion qu'il prend le nom de GNV Atlas. Il est ensuite mis en service entre la France et le Maroc selon du temps il desservie vers la Sicile ou  la Sardaigne vers le continent italiens ou la Tunisie

## Aménagements
Le GNV Atlas possède 13 ponts. Ils étaient, à sa mise en service, désignés du plus haut jusqu'au plus bas par ordre alphabétique avant d'adopter une numérotation classique en 1994. Les locaux des passagers occupent la totalité des ponts 7, 8 et 9 ainsi qu'une partie des ponts 11, 10, 6, 5, 2 et 1. L'équipage occupe en partie les ponts 10 et 11. Le garage occupe quant à lui les ponts 3, 4, 5 et 6.

### Locaux communs
Le GNV Atlas dispose d'un bar-salon sur le pont 9, d'un restaurant, d'un café-bar et d'un salon VIP sur le pont 8 et d'un restaurant self-service sur le pont 7. Un cinéma, une salle de conférence et un casino se trouvent également sur le pont 9 ainsi qu'une boutique et un duty free sur le pont 7 et une piscine et un sauna sur le pont 1.
En 2017, les aménagements intérieurs sont modernisés et des installations exclusives voient le jour telles que deux salles de prière pour les passagers à destination du Maghreb.

### Cabines
Le GNV Atlas possède 355 cabines privatives situées sur les ponts 7, 8, 9, 10 et 11, majoritairement vers l'avant du navire. Des cabines sont également présentes sur les ponts 6, 5 et 2. D'une capacité de deux à quatre personnes, toutes sont pourvues de sanitaires privés comprenant douche, WC et lavabo.

## Caractéristiques
Le GNV Atlas mesure 161 mètres de long pour 29 mètres de large et son tonnage est de 33 336 UMS. Le navire avait à l'origine une capacité de 1 716 passagers et était pourvu d'un garage pouvant accueillir 575 véhicules répartis sur 4 niveaux. Après son passage sous pavillon italien, la capacité a été portée à 2 000 passagers et 520 véhicules. Le garage est accessible par trois portes rampes, deux situées à l'arrière et une à l'avant. La propulsion du navire est assurée par quatre moteurs diesels Zgoda-Sulzer 8ZA40S développant une puissance de 19 600 kW entraînant deux hélices à pas variable faisant filer le bâtiment à une vitesse de 21 nœuds. Le GNV Atlas possède quatre embarcations de sauvetage couvertes de grande taille, deux sont situées de chaque côté. Elles sont complétées par deux embarcation de secours de taille plus petite et un canot semi-rigide à tribord. En plus de ces principaux dispositifs, le navire dispose de plusieurs radeaux de sauvetage à coffre s'ouvrant automatiquement au contact de l'eau. Le navire est doté de deux propulseurs d'étrave facilitant les manœuvres d'accostage et d'appareillage.

## Lignes desservies
Sous les couleurs d'Olau Line, l‘Olau Britannia effectuait les rotations entre le Royaume-Uni et les Pays-Bas sur la ligne Sheerness - Flessingue.
Pour le compte de P&O Ferries, le Pride of Portsmouth était placé sur le trafic transmanche entre le Royaume-Uni et la France sur la ligne Portsmouth - Le Havre.
Sous pavillon italien, le navire a d'abord desservi les lignes de la compagnie SNAV depuis le continent italien vers la Sicile entre Civitavecchia et Palerme. Transféré chez GNV en 2011, il conserve dans un premier temps son affectation puis est affecté au début de l'année 2017 entre la France et le Maroc sur les depuis Sète vers Tanger et Nador avec parfois une escale à Barcelone en Espagne.